# Muhammad Sadiq (Boxer)
Muhammad Sadiq (* 1. September 1934) ist ein ehemaliger pakistanischer Boxer.

## Werdegang
Muhammad Sadiq nahm an den Olympischen Sommerspielen 1976 in Montreal teil. Im Fliegengewichtsturnier schied er, nach einem Freilos in der ersten Runde, in seinem Zweitrundenkampf gegen den Italiener Giovanni Camputaro aus. Bei den Asienspielen 1978 gewann er Bronze im Fliegengewicht.